# Chèvreville, Manche
Chèvreville är en kommun i departementet Manche i regionen Normandie i norra Frankrike. Kommunen ligger i kantonen Saint-Hilaire-du-Harcouët som tillhör arrondissementet Avranches. År 2018 hade Chèvreville 216 invånare.

## Befolkningsutveckling
Antalet invånare i kommunen Chèvreville
| Referens: INSEE |